# 3309 Brorfelde
3309 Brorfelde là một tiểu hành tinh nằm trong vành đai tiểu hành tinh chính. Tiểu hành tinh này thuộc họ tiểu hành tinh Hungaria. Nó được khám phá vào ngày 28 tháng 1 năm 1982 bởi K. S. Jensen, tại Brorfelde Observatory ở Đan Mạch.